# Hardy Olesen
Hardy Olesen (12 de septiembre de 1967) es un deportista danés que compitió en remo. Ganó una medalla de plata en el Campeonato Mundial de Remo de 1994, en la prueba de ocho con timonel ligero.

## Palmarés internacional
| Campeonato Mundial | Campeonato Mundial            | Campeonato Mundial | Campeonato Mundial      |
| Año                | Lugar                         | Medalla            | Prueba                  |
| ------------------ | ----------------------------- | ------------------ | ----------------------- |
| 1994               | Indianápolis (Estados Unidos) | Medalla de plata   | Ocho con timonel ligero |